# Saint-Agoulin
Saint-Agoulin település Franciaországban, Puy-de-Dôme megyében. Lakosainak száma 311 fő (2022. január 1.). Saint-Agoulin Artonne, Champs, Chaptuzat, Jozerand és Vensat községekkel határos.

## Népesség
A település népessége az elmúlt években az alábbi módon változott:
| Lakosok száma | 330  | 333  | 336  | 334  | 334  | 339  | 330  | 320  | 311  |
|               | 2013 | 2015 | 2016 | 2017 | 2018 | 2019 | 2020 | 2021 | 2022 |